# Boira Fusca
Boira Fusca è il nome di una grotta, situata nel territorio comunale di Cuorgnè, nel Canavese (TO) nota come sito archeologico.
La grotta si trova nella frazione di Salto, in direzione dell'abitato di Pont Canavese e fa parte di un'area archeologica che comprende anche la grotta di Boira Cèra.
La Boira Fusca è stata la prima negli anni settanta a rivelare la presenza di resti preistorici, dal paleolitico inferiore all'età del bronzo, oltre a segni di presenza fino ad epoche assai recenti. Nel livello inferiore a una serie di sepolture del Calcolitico lo strato neolitico ha restituito utensili in quarzite, selce, opale e cristallo di rocca, oggetti in ceramica riconducibili al Neolitico antico (V millennio a.C.) ed altri fittili accostabili alla cultura del vaso a bocca quadrata padano nella sua fase media (IV millennio a.C.). Frammenti di lame a ritocco erto, una punto a dorso a spalla e un paio di punteruoli hanno riscontro nel neolitico antico della ceramica impressa ligure, mentre solo due frammenti di ceramica rossastra sembrano accostabili a questo orizzonte, tenendo conto del fatto che la datazione dei frammenti ceramici privi di decorazione è sempre molto problematica (Fedele, 1981).